# كندر سيدي خيار
كندر سيدي خيار هي قرية مغربية تنتمي لإقليم صفرو، جنوبي مدينة فاس. تضم هذه البلدة 8.709 ساكنا حسب إحصاء سبتمبر 2004.